# Amedeo Nazzari
Amedeo Nazzari, właśc. Amedeo Carlo Leone Buffa (ur. 10 grudnia 1907 w Cagliari, zm. 5 listopada 1979 w Rzymie) – włoski aktor filmowy i teatralny, nagrodzony Davidem di Donatello w 1979.

## Kariera
Nazzari urodził się w Cagliari na Sardynii. Karierę filmową rozpoczął w 1935 (Ginevra degli Almieri w reżyserii Guido Brignone). W 1941 został nagrodzony Pucharem Volpiego dla najlepszego aktora sezonu na festiwalu w Wenecji za rolę Caravaggia w filmie Goffreda Alessandriniego Caravaggio, il pittore maledetto. W 1947 uhonorowany Srebrną taśmą dla najlepszego aktora za rolę Ernesta w Bandycie w reżyserii Alberta Lattuady. Po II wojnie światowej współpracował z takimi reżyserami, jak: Mario Camerini, Duilio Coletti, Raffaello Matarazzo, Federico Fellini, Mario Monicelli. W 1952 wystąpił w pierwszym filmie poruszającym temat Camorry Proces przeciwko miastu w reżyserii Luigiego Zampy.

## Wybrana filmografia
- 1935 – Ginevra degli Almieri jako Antonio Rondinella
- 1939 – Assenza ingiustificata jako Carlo Cristiani
- 1941 – Caravaggio, il pittore maledetto jako Caravaggio
- 1946 – Il bandito jako Ernesto
- 1947 – La figlia del capitano jako Pugaczow
- 1952 – Proces przeciwko miastu jako Antonio Spicacci
- 1957 – Noce Cabirii jako Alberto Lazzari
- 1958 – Anna z Brooklynu jako Ciccone
- 1961 – Nefretete, królowa Nilu jako Echnaton
- 1968 – Kolumna Trajana jako Trajan

## Nagrody
- David di Donatello Nagroda specjalna: 1979